# ديفيد كونيل
ديفيد كونيل (بالإنجليزية: David Connell)‏ هو مصور سينمائي أسترالي، ولد في القرن العشرين في ملبورن في أستراليا.

## وصلات خارجية
- ديفيد كونيل على موقع IMDb (الإنجليزية)
- ديفيد كونيل على موقع ألو سيني (الفرنسية)
- ديفيد كونيل على موقع أول موفي (الإنجليزية)
- ديفيد كونيل على موقع قاعدة بيانات الأفلام السويدية (السويدية)
- ديفيد كونيل على موقع قاعدة بيانات الفيلم (الإنجليزية)
- ديفيد كونيل على موقع كينوبويسك (الروسية)